# Acropogon aoupiniensis
Acropogon aoupiniensis är en malvaväxtart som beskrevs av P. Morat. Acropogon aoupiniensis ingår i släktet Acropogon och familjen malvaväxter. Inga underarter finns listade i Catalogue of Life.